# ドクガ属
ドクガ属（ドクガぞく、学名：Euproctis）は、昆虫綱チョウ目ドクガ科に分類される属。
ドクガ科のうち一生を通じ毒針毛を持ち続ける日本産の種は全てドクガ属に属する。かねてよりドクガ属を細分化すべき指摘がなされており、ドクガ属に属している日本産の種は既に全て他のより新しい属に再分類されている。しかし、上記の毒針毛所有の観点もあり、今もこの属名は現役として使用され続けている。

## 特徴
幼虫の体の背面および側面には微細な二次刺毛(2齢幼虫以降に新しく生じる体毛の種類)を生じ、毒針毛をそなえる。

## 人間との関わり
この属のなかには、幼虫が樹木の害虫であるばかりではなく、毒針毛をもっているため、皮膚に炎症や痒みを与えるものが多い。

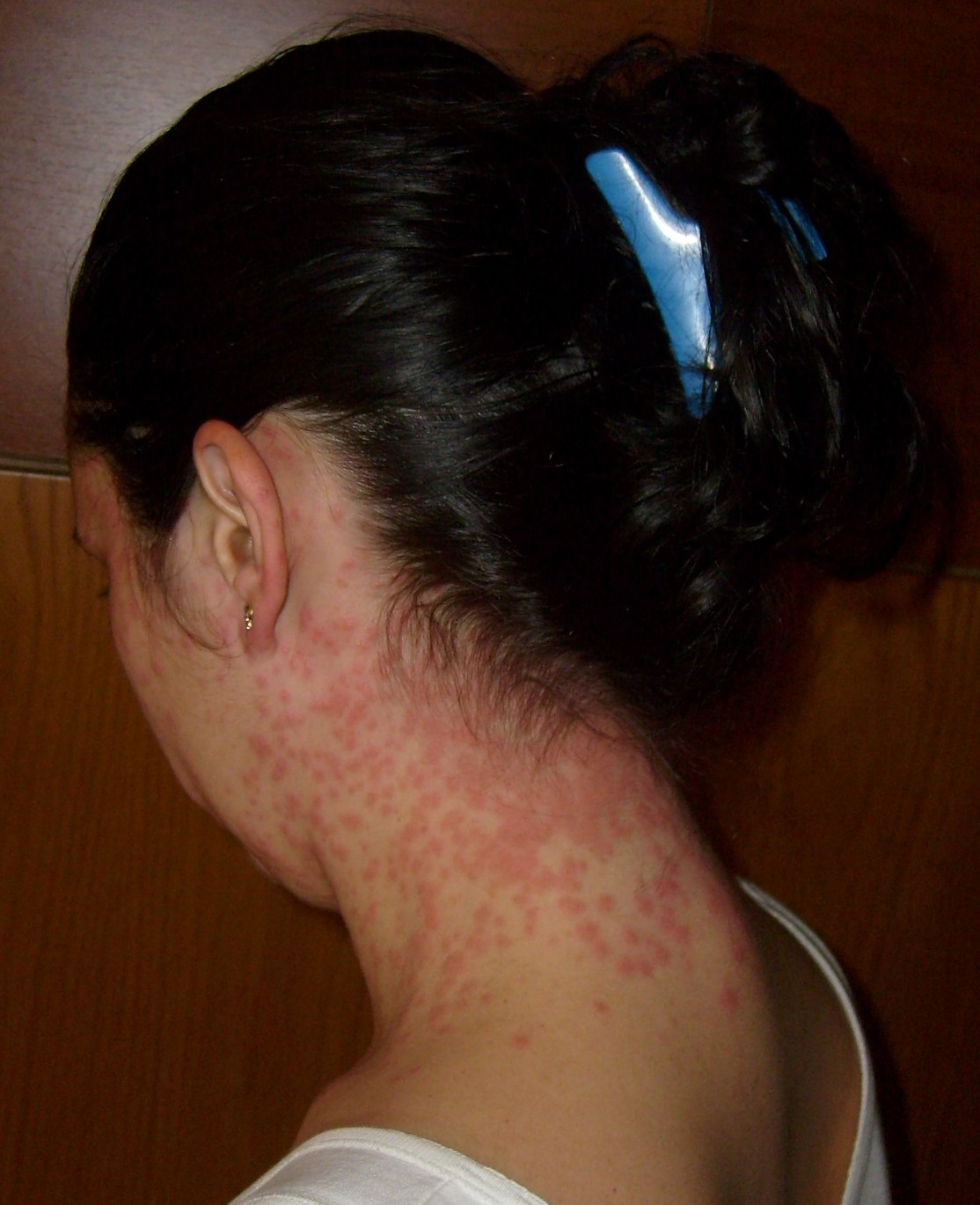
欧州産ドクガ属のタイプ種 Euproctis chrysorrhoea(オグロムモンシロドクガ) の幼虫の毒針毛による肌の炎症

## 日本産の主な種
下記に主な種と再分類された属名を記載する。
- チャドクガ (Arna属)
- モンシロドクガ (Sphrageidus属) [10]
- キドクガ (Kidokuga属)
- トラサンドクガ (Kidokuga属)
- ドクガ (Artaxa属)
- サカグチキドクガ (Artaxa属)
- カンシキドクガ (Artaxa属)
- タイワンキドクガ (Orvasca属)
- ゴマフリドクガ (Somena属)
- フタホシドクガ (Nygmia属)
- マガリキドクガ (Nygmia属)